# Liste der Naturdenkmäler in Borchen
Die Liste der Naturdenkmäler in Borchen führt die Naturdenkmäler der Gemeinde Borchen auf.
| Nr.      | Bezeichnung                             | Lage               | Beschreibung, Bemerkungen                                                                                   | Bild |
| -------- | --------------------------------------- | ------------------ | --- | ---- |
| BN 01 I  | Findling an der Wewerschen Straße       | Alfen              | |      |
| K 3 / 4  | Linden- und Buchenkranz                 | Dörenhagen         | |      |
| BN 03 I  | Linde an der Alten Kirche               | Dörenhagen         | |      |
| BN 04 I  | Holtsaut Eggeringhausen                 | Dörenhagen Karte   | |      |
| BN 05 I  | Linde in Busch                          | Dörenhagen Karte   | |      |
| 69       | 3 Linden                                | Etteln             | Die Linde rechts vor der Kluskapelle wurde zwischenzeitlich entfernt, es sind demnach nur noch zwei Linden. |      |
| BN 06 I  | Linde an der Kirche                     | Etteln             | |      |
| BN 07 I  | Eiche an der Kirchstraße Nr. 19         | Etteln             | |      |
| BN 08 I  | Eiche an der Kirchstraße Nr. 21         | Etteln             | |      |
| BN 09 I  | 8 Kastanien am Rathaus                  | Kirchborchen Karte | |      |
| BN 10 I  | Eiche beim Altenheim Vincentinerinnen   | Kirchborchen Karte | |      |
| K 4 / 1  | 3 Linden                                | Kirchborchen       | |      |
| K 4 / 3  | 1 Linde (zweistämmig)                   | Kirchborchen       | |      |
| K 4 / 10 | 1 Linde                                 | Kirchborchen       | |      |
| K 4 / 6  | 1 Linde                                 | Kirchborchen       | |      |
| K 4 / 7  | Felsengruppe am Südhang des Eulenberges | Kirchborchen       | |      |
| K 4 / 9  | 1 Bergahorn und 2 Sommerlinden          | Kirchborchen       | |      |
| BN 11 I  | Linde an der Paderborner Straße         | Nordborchen        | |      |
| BN 13 I  | Hainbuche am Mallinckrodthof            | Nordborchen        | |      |
| BN 12 I  | Kastanie im Mühlenwinkel                | Nordborchen        | |      |
| K 5 / 3  | 2 Linden                                | Nordborchen        | |      |